# Illyefalvi református templom

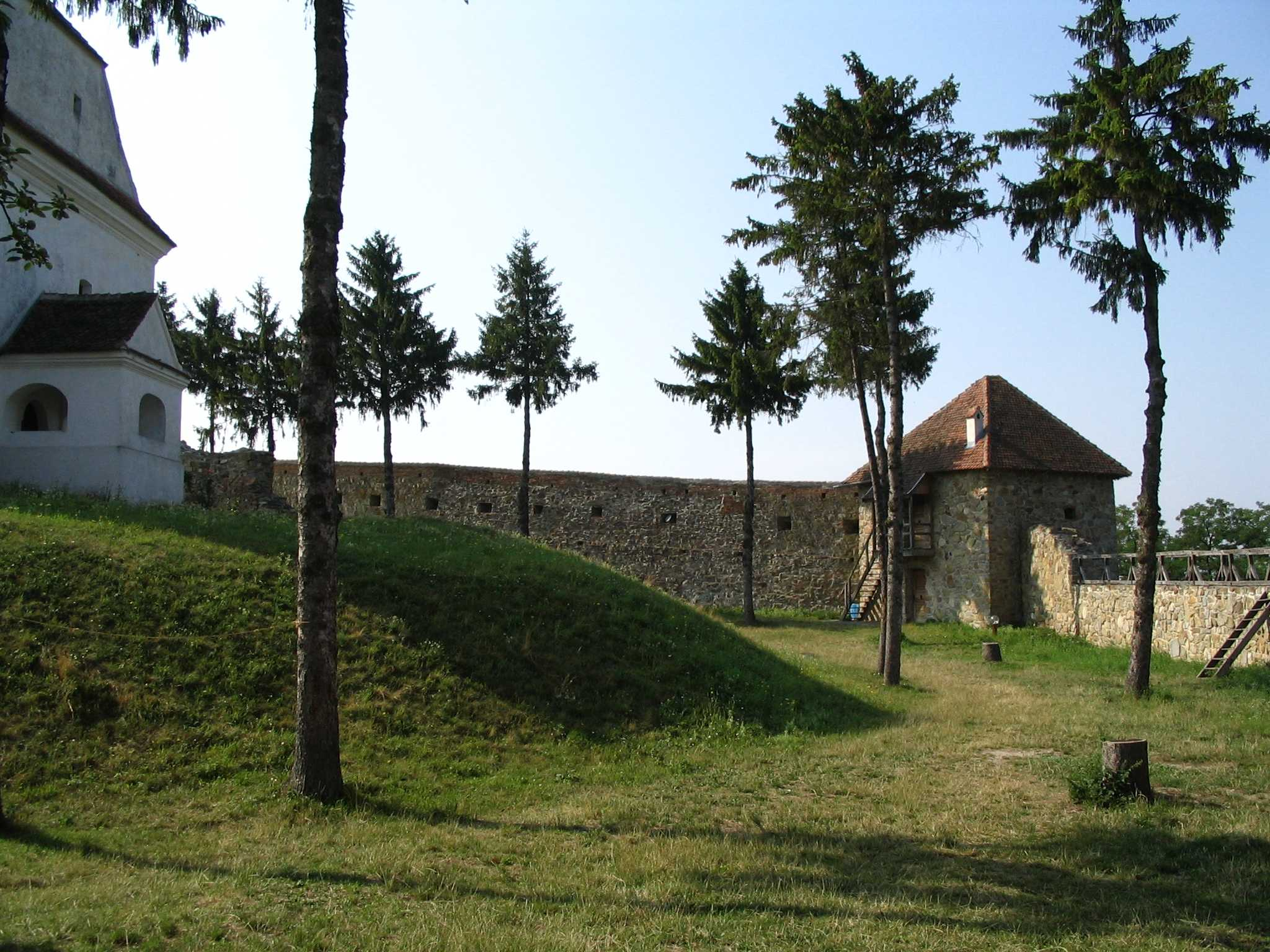
Illyefalvi református templom

A kettős várfallal övezett illyefalvi református templom a falu északnyugati részén, egy kiemelkedő domb peremén  áll.

## A templom története
A települést először az 1332-es pápai tizedjegyzékben Villa Helye néven említették. Az 1567-es regestrumban már Illyefalva néven jelent meg.
Első templomának építési ideje a korabeli dokumentumok szerint a 12. századra tehető. A korabeli dokumentumok szerint a várudvar közepén a 14. század elején kis román kori templom  állott.
A lakosság számának növekedése egy nagyobb méretű templom építését tette szükségessé, így a régi templom helyére 1443 körül Szent Illés tiszteletére egy gótikus templomot emeltek.
1612-ben, Báthory Gábor idején a várfalat Weiss hadai ostromolták, 1658-ban és 1661-ben a tatárok dúlták fel az erődítményt.
A 15. századi templom egytornyos várfalát a 16. század végén, a 17. század elején egy külső várfallal vették körül, sarkait bástyákkal és tornyokkal erősítették.
Az 1738-as földrengés az épületet nagyon megrongálta, így kisebb javítások után egy újabb templom építésére került sor.
1782-ben  az egykori templomot lebontották  és 1786-ban elkészült az  új, ma is teljesen épen álló    épület. A hajó-szentély térfűzésű templomot  kazettás mennyezettel és festett bútorzattal látták el. 
Az 1802. októberi földrengés következtében a templom falai megrepedeztek és a harangtorony összeomlott.
1803-ban a templomot kijavították, a tornyot 1816-1819 között újjáépítették.
1902-ben a belső várfal délkeleti szakaszát lebontották. 1940-ben földrengés, 1944-ben a közeli frontvonal ágyúlövedékei rongálták meg a védőfalat, amelyet 1961-ben kijavíttattak.
Az 1977-es földrengésben a templom, a belső torony és a kaputorony nagyon megrongálódott, a helyreállításra és kijavításra 1978-ban került sor.

## A templom leírása
Az illyefalvi református templom jellegzetességét kettős várfala határozza meg. A várudvarba a reneszánsz kori várfal déli oldalán álló négyszögletes, kétszintes kaputorony alatt van a bejárat.
A műemlék épület  külseje egyszerű, déli és északi oldalfalait négy pár, keskeny, téglából felrakott, cseréppel fedett támpillér erősíti. A déli és nyugati részen nyíló bejáratait népies barokk árkádíves tornác fedi.
A mai templom szentély-hajó méretaránya a falak vastagsága, a falazás, valamint a középkori elemek hiánya egy teljesen újjáépített templomra utalnak.
A templom kettős térfűzésű, hajó és szentély együtteséből álló keletelt épület. Rövid szentélye kívül sokszögzáródású, a belső részen a szögletek enyhén lekerekítettek.
Délen és nyugaton a bejárat elé egy-egy portikusz épült. Támpillérek csak a hajó falához épültek, amelyek csupán a falak erősítésére szolgálnak. Az alaprajzi elrendezés és a falak felépítése szerint a templom a Székelyföldön elterjedt népi barokk építészetnek egyik szerény emléke.
A hajó-szentély térfűzésű templomot 1785-ben kazettás mennyezettel és festett bútorzattal látták el. 
A székelyföldi templombelsőkre jellemző díszítést ebben a templomban  csokrokba kötött, kancsókba vagy kosárba állított stilizált virágok jelentik, amelyek  a  karzatok mellvédjét, a padok oldalait hálózzák be.  A kék, barnás, natúr színűre festett   kazettákat kitöltő napraforgók, tulipánok, rózsák hűen tükrözik a templom belsejének egykori hangulatát.
A szószék felett egy korona látható, amely a felirat szerint 1786-ból származik, ugyanabban az évben készültek a déli és nyugati oldalon lévő festett faajtók.

## A templom várfala
A templom kettős várfallal van körülvéve, a belső falnak csak egy része maradt fenn, a külső védőfal romos állapotban látható. A várfal korai eredetére utalnak a védőfolyosóról nyíló, téglával boltozott, lefele rézsűsen szélesedő szuroköntők, amelyek a 15-16. század eleji építkezésekre jellemzőek.
A külső várfal öt bástyával rendelkezik és szabálytalan hatszöget alkot. A bástyák közül három ötszögű, kettő meg négyszögű.
A sarokbástyákat összekötő falak magassága 5,50-6,50 méter, vastagságuk az alapoknál 1,60-1,70 méter. A tornyok 1,10-1,20 méter magasak, a kaputorony a várfalaknál 2 méterrel magasabb.
A reneszánsz stílusú belső várfal kapubejárata fölé épített torony  egyben bástyául is szolgál.
A várfal belső oldalán körben védőfolyosó húzódott, magasságából kisebb-nagyobb lőrések nyíltak. A kisebb méretű lőréseket egyszerű lapos terméskővel boltozták.

## Külső hivatkozások
- Illyefalvi református templom
- Illyefalva honlapja
- Illyefalvi Református Egyházközség Honlapja